# Horbourg-Wihr
Horbourg-Wihr [ɔʁbuʁ viʁ]  est une commune française située dans la circonscription administrative du Haut-Rhin et, depuis le 1er janvier 2021, dans le territoire de la Collectivité européenne d'Alsace, en région Grand Est.
Cette commune se trouve dans la région historique et culturelle d'Alsace.
Ses habitants sont appelés les Horbourwihriens et les Horbourgwihriennes après avoir été dénommés Horbourgeois et Horbourgeoises pour le secteur Horbourg, et Wihriens - Wihriennes pour le secteur Wihr.

## Géographie

### Localisation
Horbourg et Wihr-en-Plaine furent deux communes autonomes jusqu'à leur fusion au 1er janvier 1973 faite par Gérard Jauss.

### Communes limitrophes
Les communes limitrophes sont Colmar, Bischwihr, Andolsheim, Sundhoffen et Porte du Ried.
|        | Porte du Ried | Bischwihr  |
| Colmar | Horbourg-Wihr |            |
|        | Sundhoffen    | Andolsheim |

### Cours d'eau

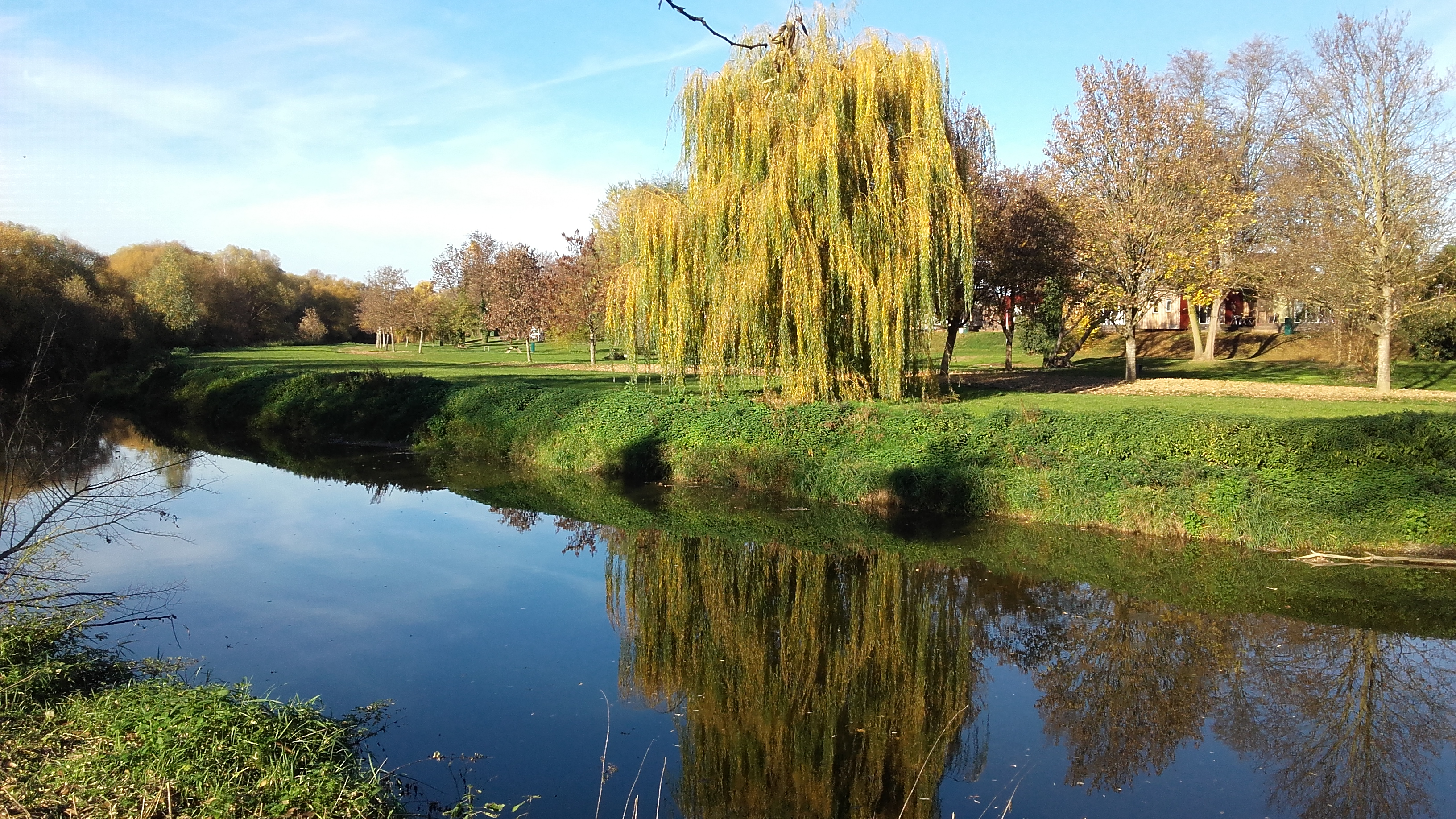
Le long du camping

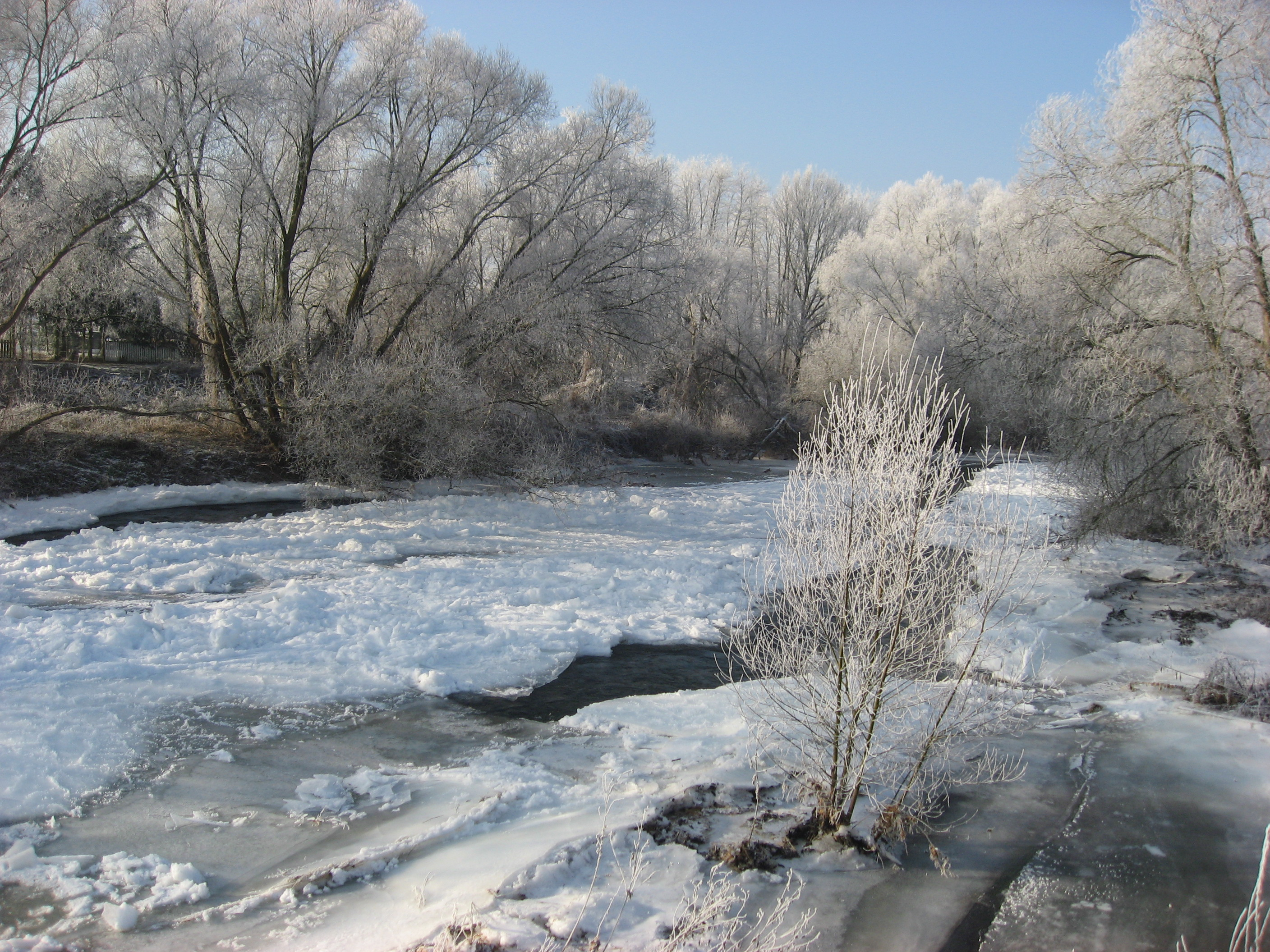
Au sud de la commune près du pont des américains

- Le long du campingAu sud de la commune près du pont des américainsL'Ill.

### Hydrographie

#### Réseau hydrographique
La commune est dans le bassin versant du Rhin au sein du bassin Rhin-Meuse. Elle est drainée par l'Ill, la Lauch et le canal de Colmar,.
L'Ill, d'une longueur de 217 km, prend sa source dans la commune de Winkel et se jette  dans le Grand Canal d'Alsace à Offendorf, après avoir traversé 68 communes. Les caractéristiques hydrologiques de l'Ill sont données par la station hydrologique située sur la commune de Colmar. Le débit moyen mensuel est de 19,3 m3/s. Le débit moyen journalier maximum est de 273 m3/s, atteint lors de la crue du 10 avril 1983. Le débit instantané maximal est quant à lui de 312 m3/s, atteint le 16 février 1990.
La Lauch, d'une longueur de 47 km, prend sa source dans la commune de Linthal et se jette  dans l'Ill sur la commune, après avoir traversé 18 communes. 
Le canal de Colmar, d'une longueur de 14 km, est un canal, chenal non navigable qui relie la commune de Kunheim à Artzenheim, où il se jette dans le canal du Rhône au Rhin. 

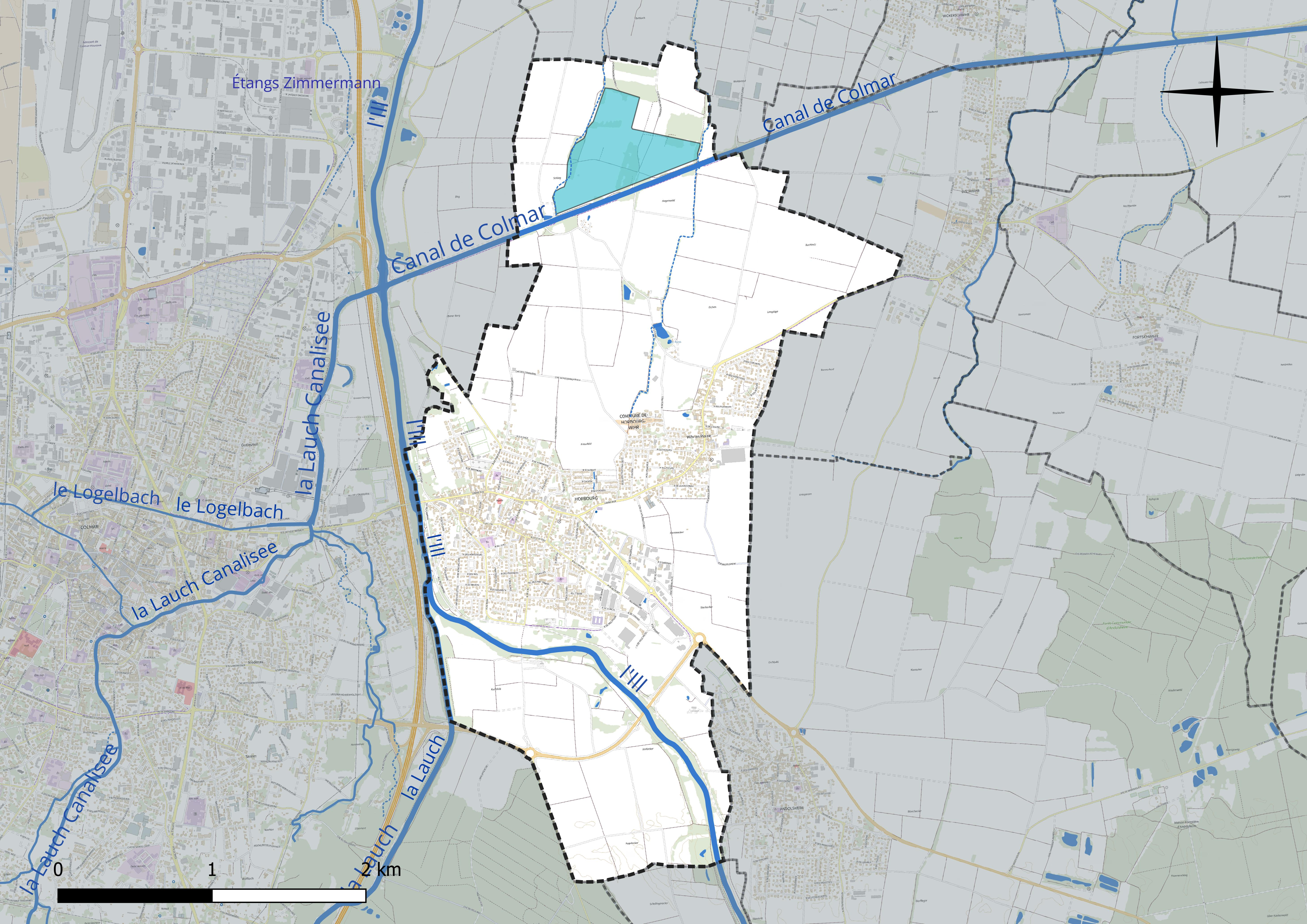
Réseau hydrographique de Horbourg-Wihr.

#### Gestion et qualité des eaux
Le territoire communal est couvert par le schéma d'aménagement et de gestion des eaux (SAGE) « Ill Nappe Rhin ». Ce document de planification concerne la nappe phréatique rhénane, les cours d'eau de la plaine d'Alsace et du piémont oriental du Sundgau, les canaux situés entre l'Ill et le Rhin et les zones humides de la plaine d'Alsace. Le périmètre s’étend sur 3 596 km2. Il a été approuvé le 17 janvier 2005. La structure porteuse de l'élaboration et de la mise en œuvre est la région Grand Est. 
La qualité des cours d’eau peut être consultée sur un site dédié géré par les agences de l’eau et l’Agence française pour la biodiversité. 

### Climat
Pour des articles plus généraux, voir Climat du Grand Est et Climat du Haut-Rhin.
En 2010, le climat de la commune est de type climat océanique altéré, selon une étude du Centre national de la recherche scientifique s'appuyant sur une série de données couvrant la période 1971-2000. En 2020, Météo-France publie une typologie des climats de la France métropolitaine dans laquelle la commune est exposée à un climat semi-continental et est dans la région climatique  Alsace, caractérisée par une pluviométrie faible, particulièrement en automne et en hiver, un été chaud et bien ensoleillé, une humidité de l’air basse au printemps et en été, des vents faibles et des brouillards fréquents en automne (25 à 30 jours). 
Pour la période 1971-2000, la température annuelle moyenne est de 10,5 °C, avec une amplitude thermique annuelle de 17,9 °C. Le cumul annuel moyen de précipitations est de 547 mm, avec 7,7 jours de précipitations en janvier et 8,9 jours en juillet. Pour la période 1991-2020, la température moyenne annuelle observée sur la station météorologique de Météo-France la plus proche, « Colmar-Inra », sur la commune de Colmar à 3 km à vol d'oiseau, est de 11,3 °C et le cumul annuel moyen de précipitations est de 558,0 mm. 
La température maximale relevée sur cette station est de 39,6 °C, atteinte le 13 août 2003 ; la température minimale est de −22,5 °C, atteinte le 22 février 1986,,. 
| Mois                                  | jan.             | fév.             | mars           | avril           | mai             | juin           | jui.          | août           | sep.          | oct.            | nov.             | déc.           | année      |
| ------------------------------------- | ---------------- | ---------------- | -------------- | --------------- | --------------- | -------------- | ------------- | -------------- | ------------- | --------------- | ---------------- | -------------- | ---------- |
| Température minimale moyenne (°C)     | −0,6             | −0,4             | 2,3            | 5,5             | 9,8             | 13             | 14,1          | 13,7           | 9,9           | 6,3             | 2,5              | 0,3            | 6,4        |
| Température moyenne (°C)              | 2,5              | 3,6              | 7,3            | 11,2            | 15,3            | 18,7           | 20,3          | 20             | 15,9          | 11,3            | 6,1              | 3,3            | 11,3       |
| Température maximale moyenne (°C)     | 5,6              | 7,5              | 12,3           | 16,9            | 20,8            | 24,5           | 26,6          | 26,3           | 21,9          | 16,3            | 9,8              | 6,2            | 16,2       |
| Record de froid (°C) date du record   | −21,5 09.01.1985 | −22,5 22.02.1986 | −13,4 06.03.06 | −5,1 22.04.1991 | −2,4 05.05.1979 | 3,6 08.06.1989 | 5 30.07.15    | 4,2 31.08.1995 | −0,3 27.09.10 | −6,3 31.10.1997 | −11,2 23.11.1993 | −19,6 20.12.09 | −22,5 1986 |
| Record de chaleur (°C) date du record | 19,2 10.01.1991  | 22 25.02.1990    | 26,5 31.03.21  | 30,1 22.04.18   | 34,5 25.05.09   | 37,9 30.06.19  | 38,3 25.07.19 | 39,6 13.08.03  | 34,1 12.09.23 | 31,5 13.10.23   | 23,7 07.11.15    | 19,8 31.12.22  | 39,6 2003  |
| Précipitations (mm)                   | 33               | 29,3             | 31,6           | 37,2            | 64,5            | 60,6           | 60,1          | 57             | 46,3          | 55              | 41,5             | 41,9           | 558        |

| Diagramme climatique                                  |             |             |             |             |            |              |            |             |           |            |            |
| J                                                     | F           | M           | A           | M           | J          | J            | A          | S           | O         | N          | D          |
| 5,6−0,633                                             | 7,5−0,429,3 | 12,32,331,6 | 16,95,537,2 | 20,89,864,5 | 24,51360,6 | 26,614,160,1 | 26,313,757 | 21,99,946,3 | 16,36,355 | 9,82,541,5 | 6,20,341,9 |
| Moyennes : • Temp. maxi et mini °C • Précipitation mm |             |             |             |             |            |              |            |             |           |            |            |

Les paramètres climatiques de la commune ont été estimés pour le milieu du siècle (2041-2070) selon différents scénarios d'émission de gaz à effet de serre à partir des nouvelles projections climatiques de référence DRIAS-2020. Ils sont consultables sur un site dédié publié par Météo-France en novembre 2022.

## Urbanisme

### Typologie
Au 1er janvier 2024, Horbourg-Wihr est catégorisée ceinture urbaine, selon la nouvelle grille communale de densité à sept niveaux définie par l'Insee en 2022.
Elle appartient à l'unité urbaine de Colmar, une agglomération intra-départementale regroupant sept  communes, dont elle est une commune de la banlieue,,. Par ailleurs la commune fait partie de l'aire d'attraction de Colmar, dont elle est une commune de la couronne,. Cette aire, qui regroupe 95 communes, est catégorisée dans les aires de 50 000 à moins de 200 000 habitants,.

### Occupation des sols
L'occupation des sols de la commune, telle qu'elle ressort de la base de données européenne d’occupation biophysique des sols Corine Land Cover (CLC), est marquée par l'importance des territoires agricoles (75,5 % en 2018), en diminution par rapport à 1990 (80,9 %). La répartition détaillée en 2018 est la suivante : 
terres arables (68,1 %), zones urbanisées (21 %), zones agricoles hétérogènes (7,4 %), zones industrielles ou commerciales et réseaux de communication (3,4 %), forêts (0,1 %). L'évolution de l’occupation des sols de la commune et de ses infrastructures peut être observée sur les différentes représentations cartographiques du territoire : la carte de Cassini (XVIIIe siècle), la carte d'état-major (1820-1866) et les cartes ou photos aériennes de l'IGN pour la période actuelle (1950 à aujourd'hui).

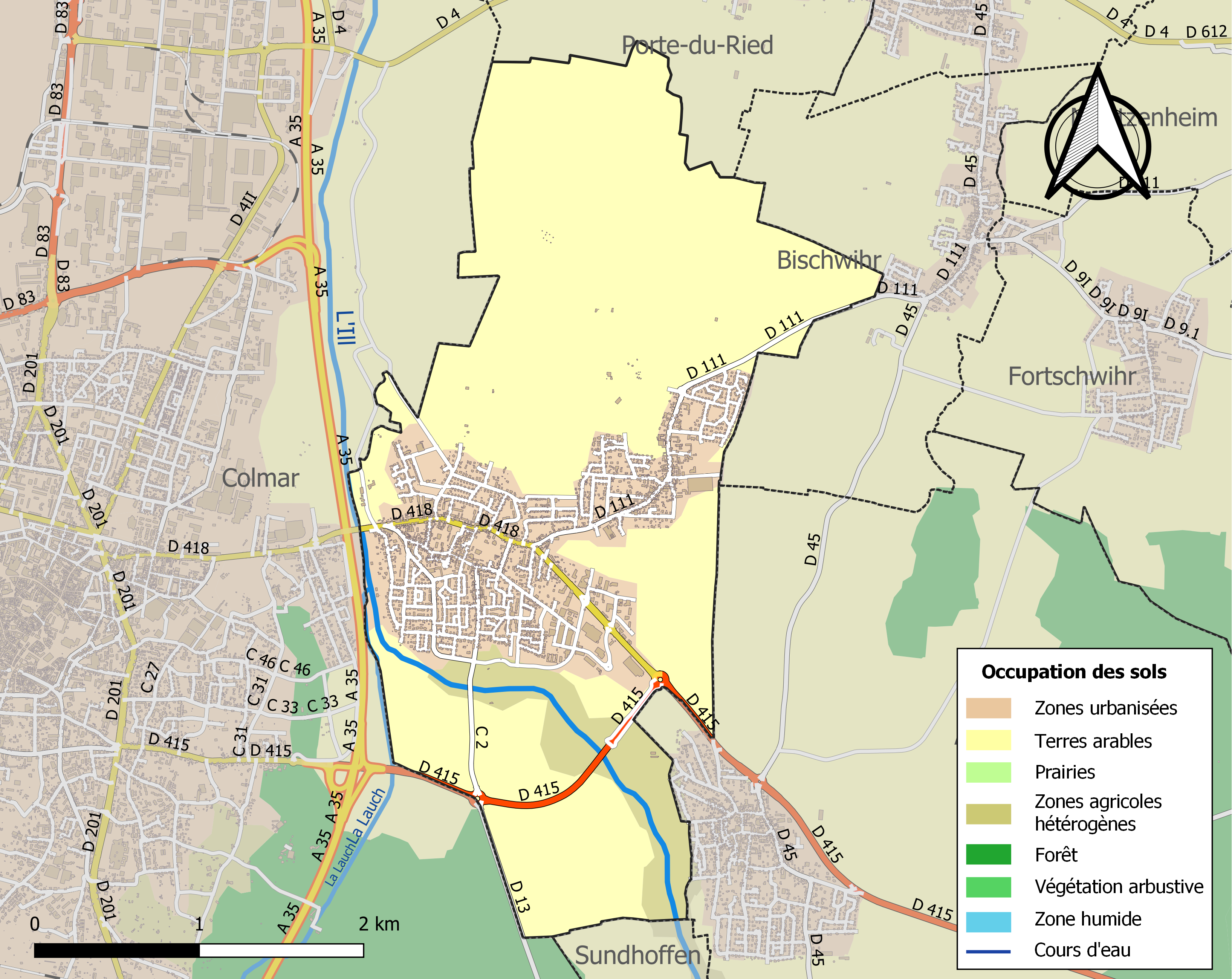
Carte des infrastructures et de l'occupation des sols de la commune en 2018 (CLC).

## Histoire
Ce fut l'ancien site de la celto-romaine Argentovaria (dont le nom se rapporte à un marécage), puis une vaste seigneurie du duché de Wurtemberg.
Le 1er janvier 1973, Horbourg et Wihr-en-Plaine fusionnent pour former Horbourg-Wihr. Wihr-en-Plaine a conservé une intéressante église du XVIe siècle.
L'histoire a été très riche, à Horbourg-Wihr. On y aura vu des vestiges des périodes romaine, mérovingienne, ainsi qu'une présence des sires de Horbourg (XIIe au XIVe siècle) puis des Wurtemberg (1324 – 1796) à Horbourg, et des Habsbourg et Ribeaupierre à Wihr.
L'association historique de Horbourg-Wihr rassemble de nombreux contributeurs et reste très active.
De récentes fouilles archéologiques ont montré que le site est habité de façon permanente depuis le Ier siècle après Jésus-Christ au moins.

### Héraldique
| Blason d'Horbourg-Wihr | Les armes de Horbourg se blasonnent ainsi : « D'argent à la fasce de gueules accompagnée au canton sénestre du chef d'une étoile à six rais de sable. » Les armes de Wihr-en-Plaine se blasonnent ainsi : « D'azur à la tour d'argent donjonnée d'une tourelle de même, maçonnée de sable, ouverte et ajourée du champ. » |

Les armoiries de Horbourg-Wihr se composent de deux écus puisqu'il s'agit d'une nouvelle commune créée en 1972 par association des deux anciennes communes de Horbourg et de Wihr-en-Plaine.

## Politique et administration

### Liste des maires
| Période      | Période                       | Identité         | Étiquette | Qualité                                                                                                |
| ------------ | ----------------------------- | ---------------- | --------- | --- |
| janvier 1973 | mars 1983                     | Roger Barbier    |           | Entrepreneur                                                                                           |
| mars 1983    | 1988                          | Roger Herrscher  |           | Clerc de notaire puis directeur d'agence immobilière 1er adjoint au maire (1977 → 1983) Démissionnaire |
| 1988         | janvier 1995                  | Gérard Jauss     |           | Décédé en fonction                                                                                     |
| juin 1995    | mars 2014                     | Robert Blatz,    | DVD       | Chef d'entreprise retraité 1er vice-président de la CA de Colmar (? → 2014)                            |
| mars 2014    | mai 2020                      | Philippe Rogala  | DVD       | Kinésithérapeute, cadre de santé 4e vice-président de Colmar Agglomération (2014 → 2020)               |
| mai 2020     | En cours (au 19 janvier 2021) | Thierry Stoebner | DVD       | Artisan menuisier 8e vice-président de Colmar Agglomération (2020 → )                                  |

| Période                                  | Période      | Identité   | Étiquette | Qualité            |
| ---------------------------------------- | ------------ | ---------- | --------- | ------------------ |
| Les données manquantes sont à compléter. |              |            |           |                    |
| ?                                        | octobre 1972 | Paul Fuchs |           | Décédé en fonction |

## Démographie
L'évolution du nombre d'habitants est connue à travers les recensements de la population effectués dans la commune depuis 1793. Pour les communes de moins de 10 000 habitants, une enquête de recensement portant sur toute la population est réalisée tous les cinq ans, les populations de référence des années intermédiaires étant quant à elles estimées par interpolation ou extrapolation. Pour la commune, le premier recensement exhaustif entrant dans le cadre du nouveau dispositif a été réalisé en 2008.

En 2022, la commune comptait 6 247 habitants, en évolution de +7,08 % par rapport à 2016 (Haut-Rhin : +0,66 %, France hors Mayotte : +2,11 %).
| 1793 | 1800 | 1806 | 1821 | 1831  | 1836  | 1841  | 1846  | 1851  |
| ---- | ---- | ---- | ---- | ----- | ----- | ----- | ----- | ----- |
| 400  | 563  | 567  | 887  | 1 117 | 1 226 | 1 286 | 1 287 | 1 280 |

| 1856  | 1861  | 1866  | 1871  | 1875  | 1880  | 1885  | 1890  | 1895  |
| ----- | ----- | ----- | ----- | ----- | ----- | ----- | ----- | ----- |
| 1 216 | 1 240 | 1 294 | 1 229 | 1 143 | 1 086 | 1 048 | 1 080 | 1 067 |

| 1900 | 1905  | 1910  | 1921  | 1926  | 1931  | 1936  | 1946  | 1954  |
| ---- | ----- | ----- | ----- | ----- | ----- | ----- | ----- | ----- |
| 995  | 1 052 | 1 134 | 1 113 | 1 111 | 1 056 | 1 038 | 1 022 | 1 065 |

| 1962  | 1968  | 1975  | 1982  | 1990  | 1999  | 2006  | 2008  | 2013  |
| ----- | ----- | ----- | ----- | ----- | ----- | ----- | ----- | ----- |
| 1 181 | 1 566 | 2 720 | 4 209 | 4 518 | 5 060 | 5 011 | 4 998 | 5 377 |

| 2018  | 2022  | - | - | - | - | - | - | - |
| ----- | ----- | - | - | - | - | - | - | - |
| 6 101 | 6 247 | - | - | - | - | - | - | - |

## Lieux et monuments

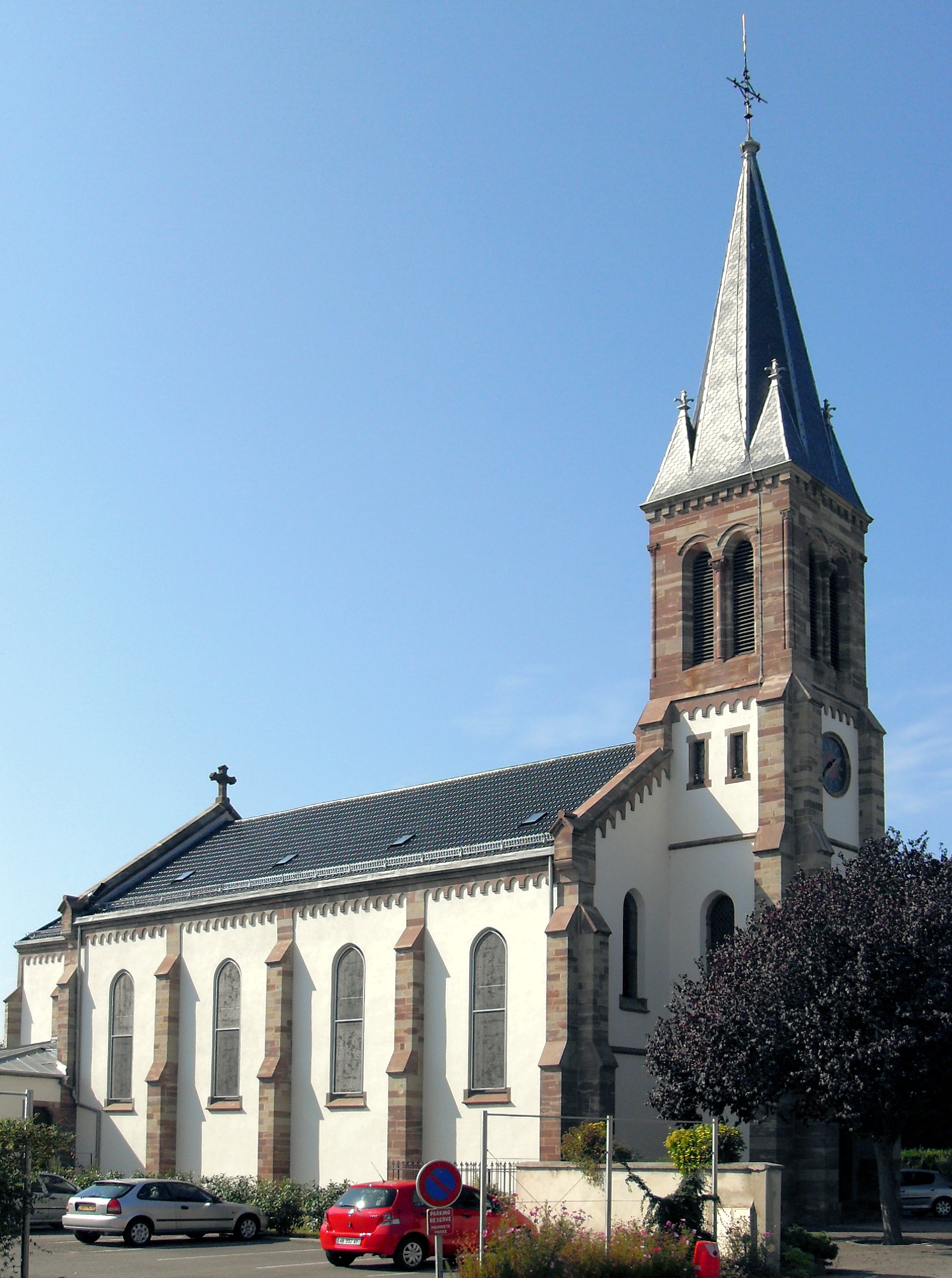
L'église catholique à Horbourg.
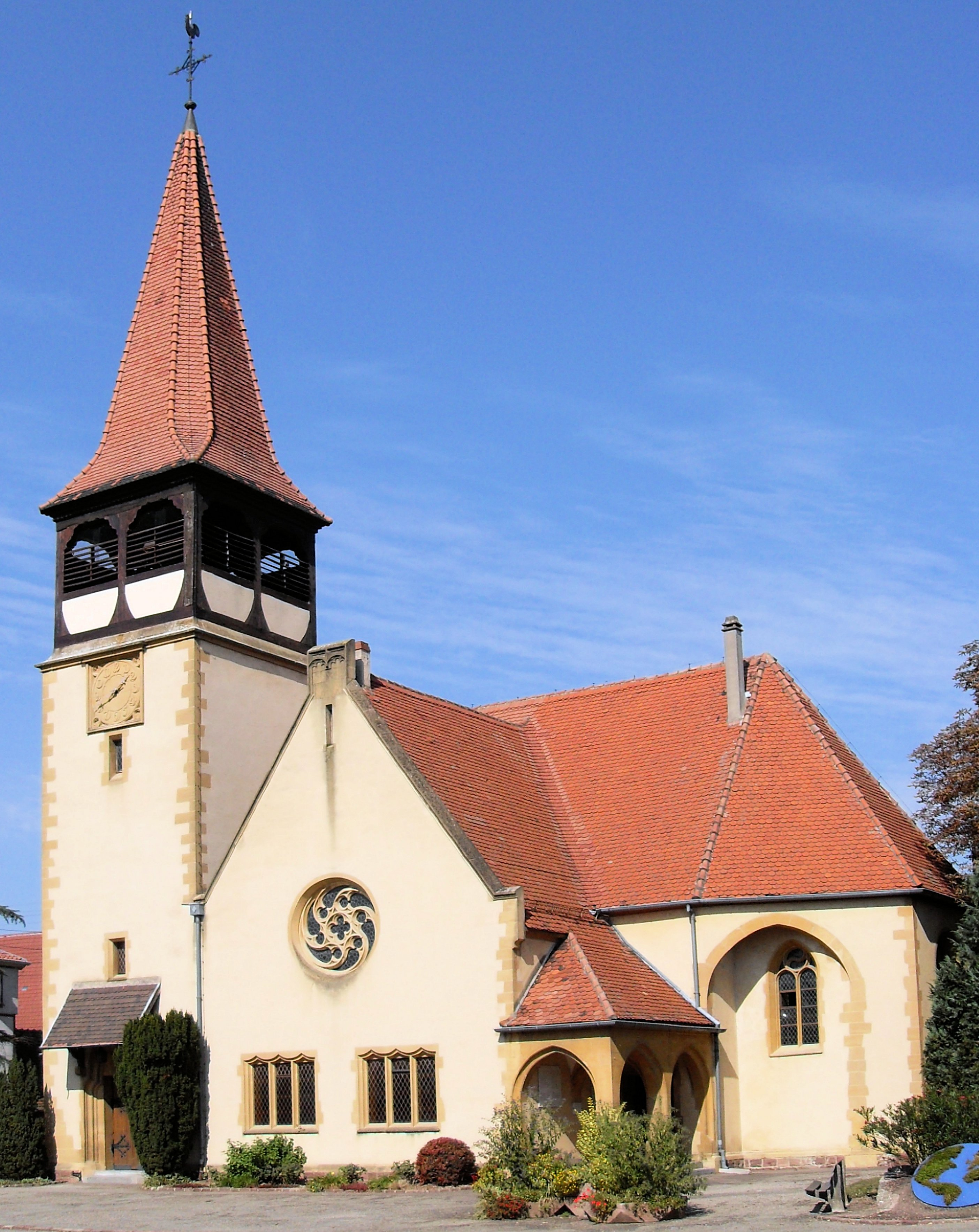
L'église protestante à Horbourg.
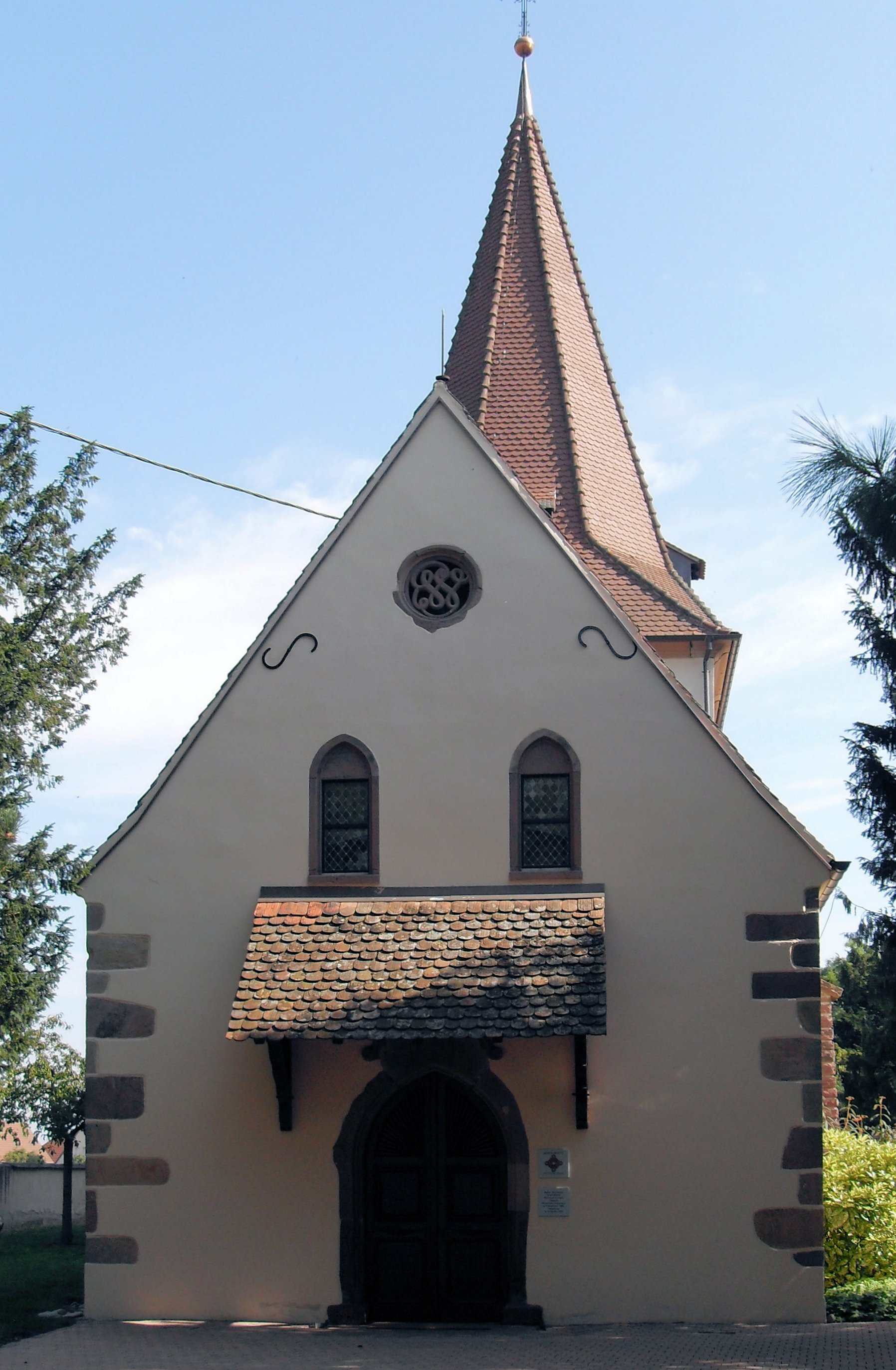
L'église simultanée[34] Saint-Michel à Wihr-en-Plaine (MH).
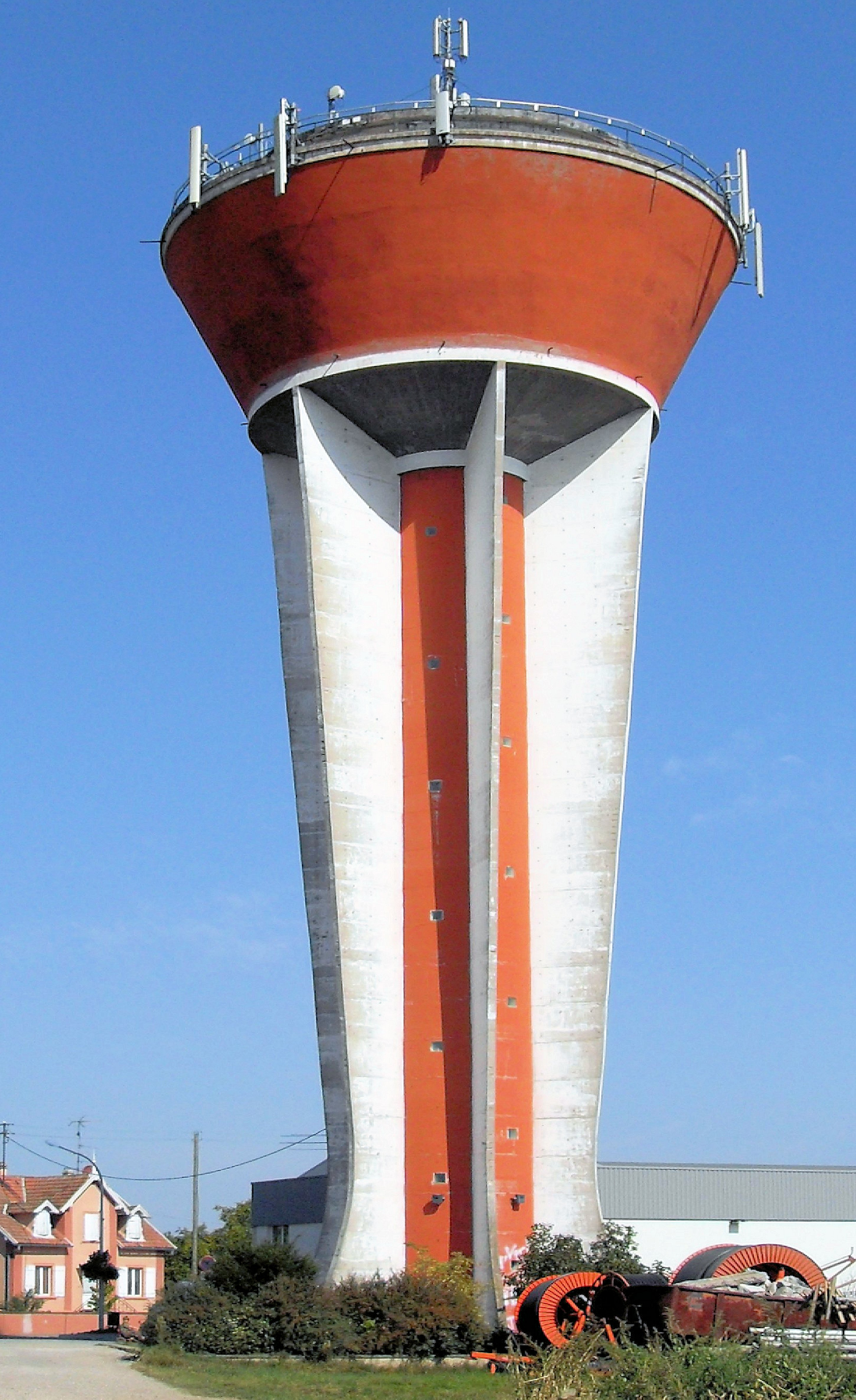
Le château d'eau.
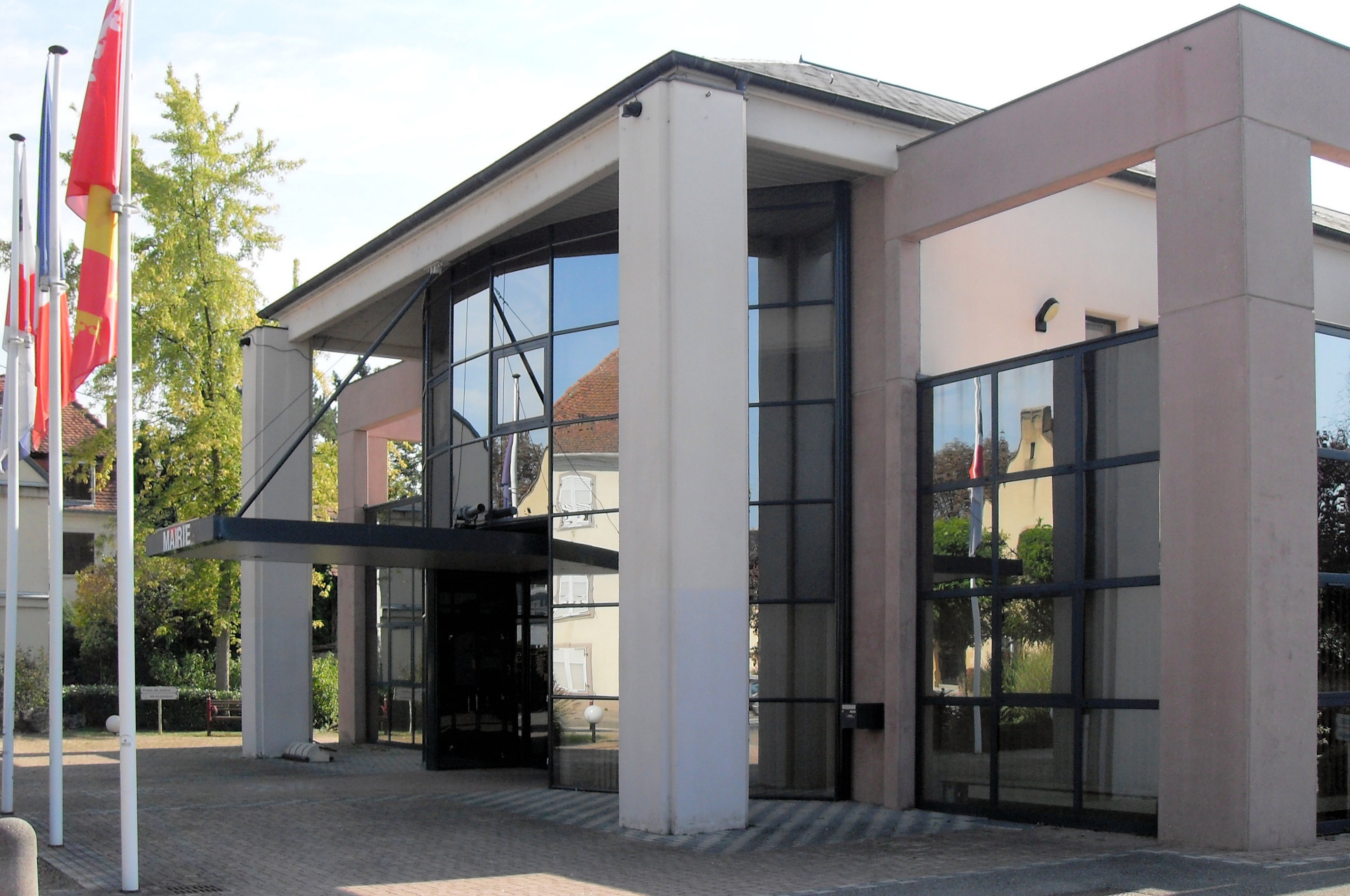
Mairie rénovée par Gérard Jauss.
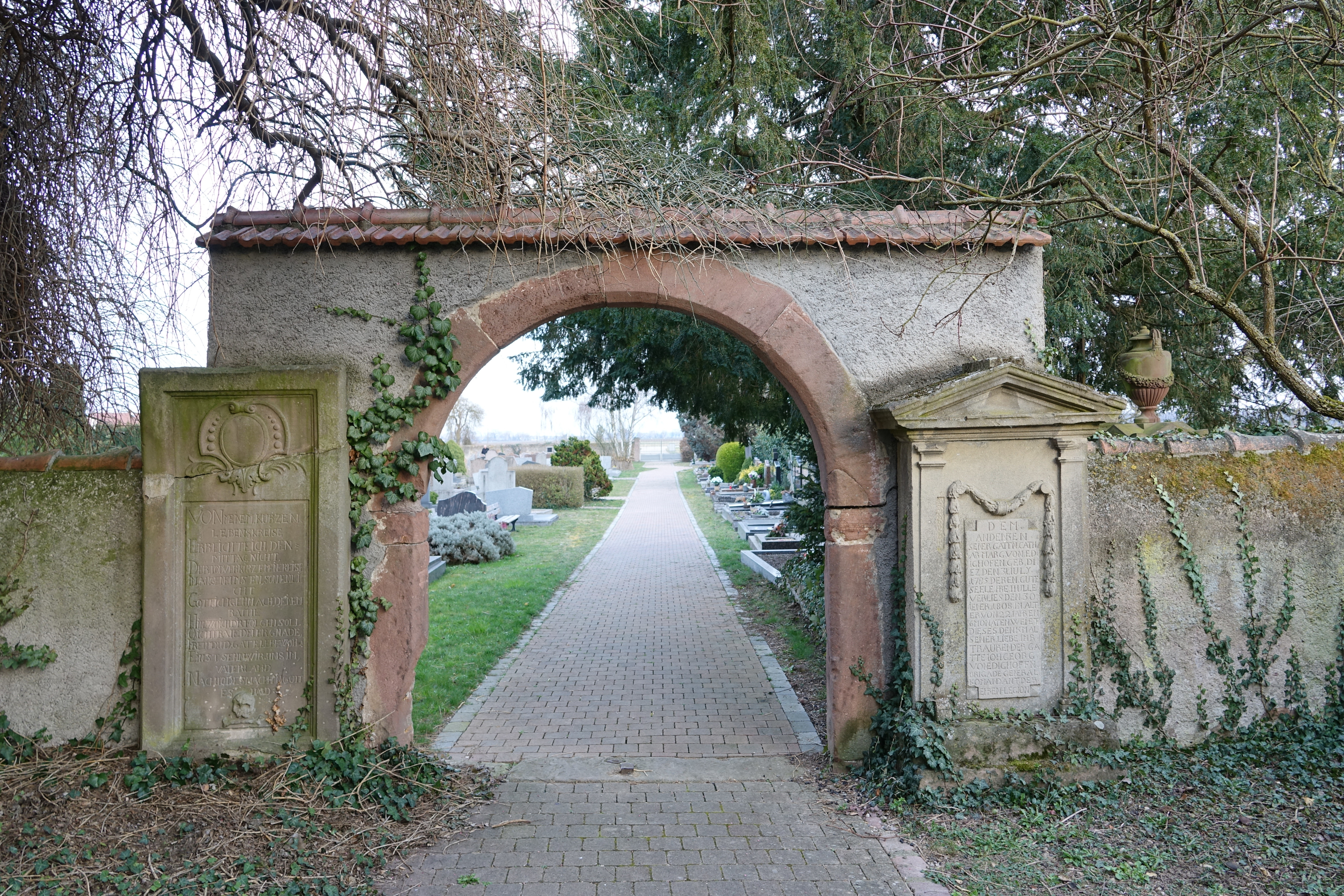
Portail de l'entrée du cimetière.
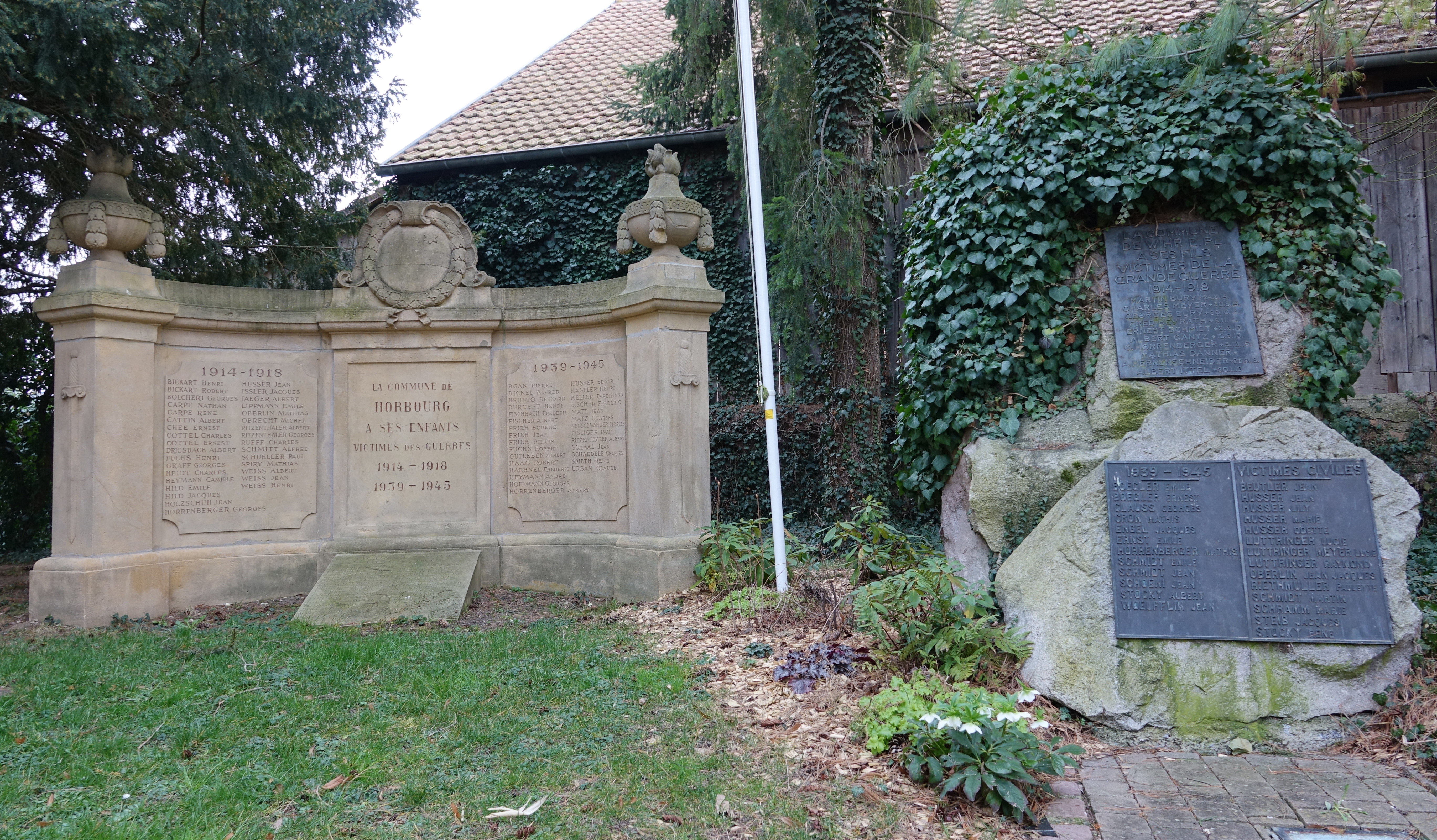
Monument aux morts des Première et Seconde Guerres mondiales.
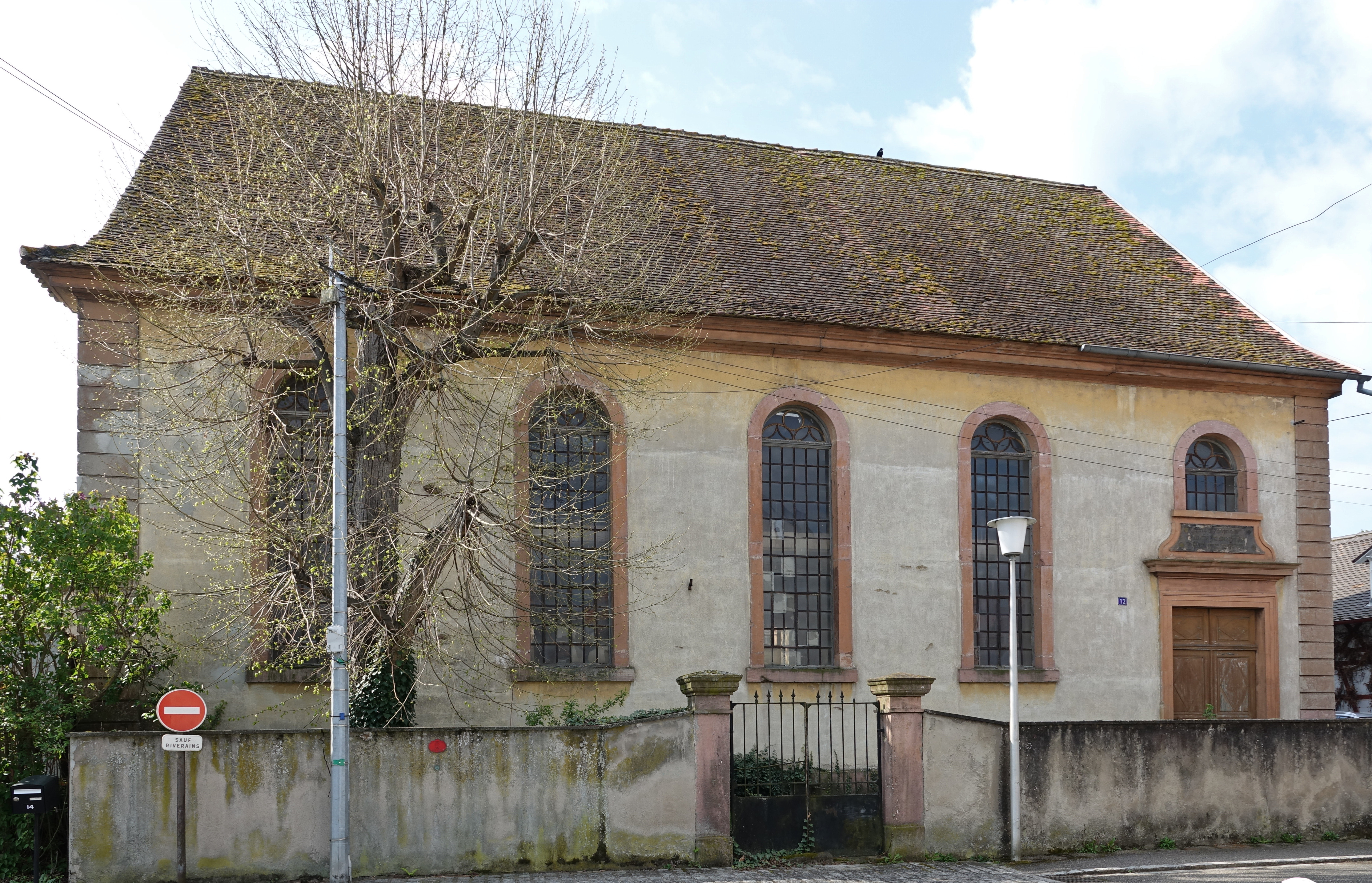
Ancienne synagogue.
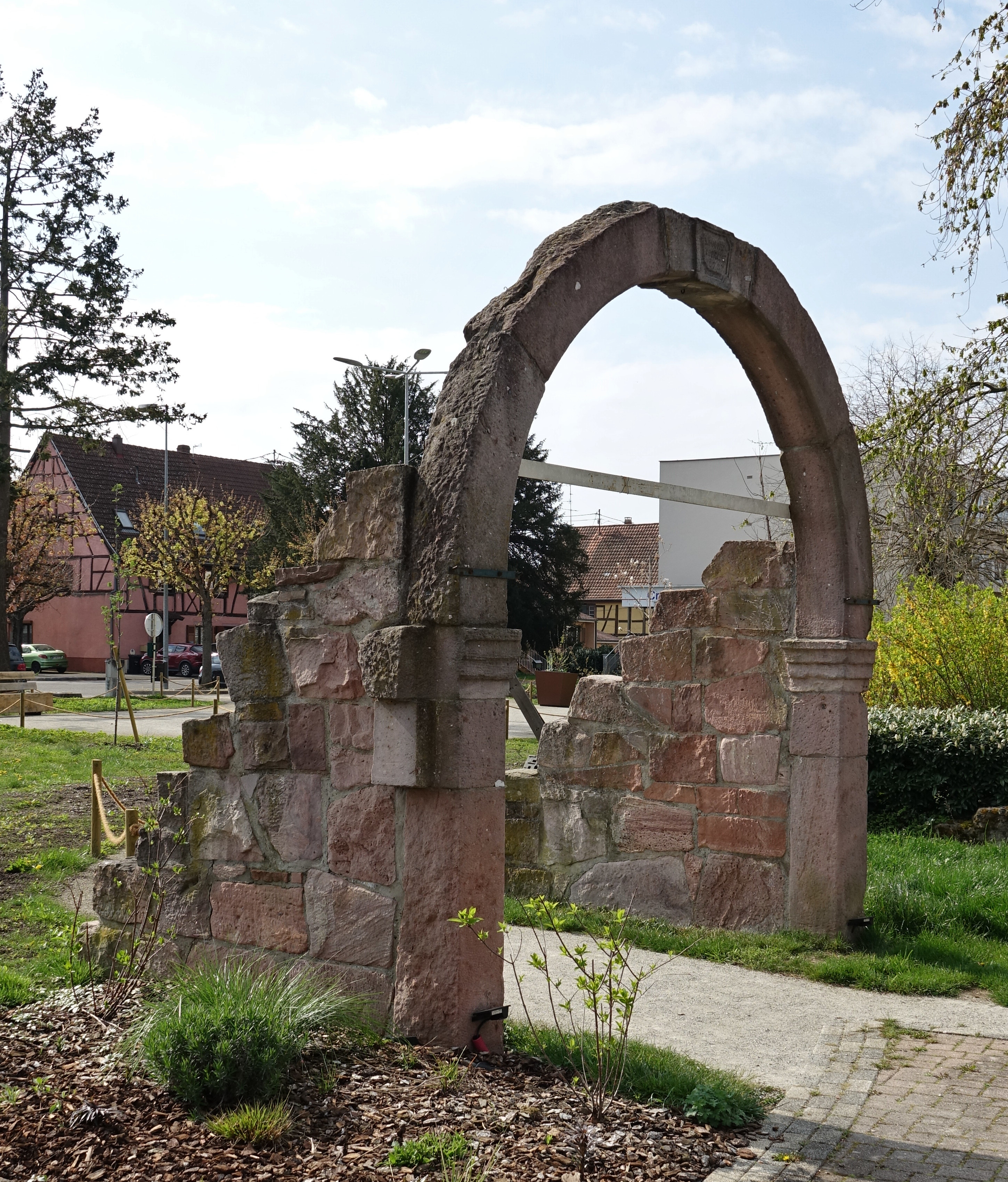
Vestiges romains à côté de la mairie.

### Cimetière juif

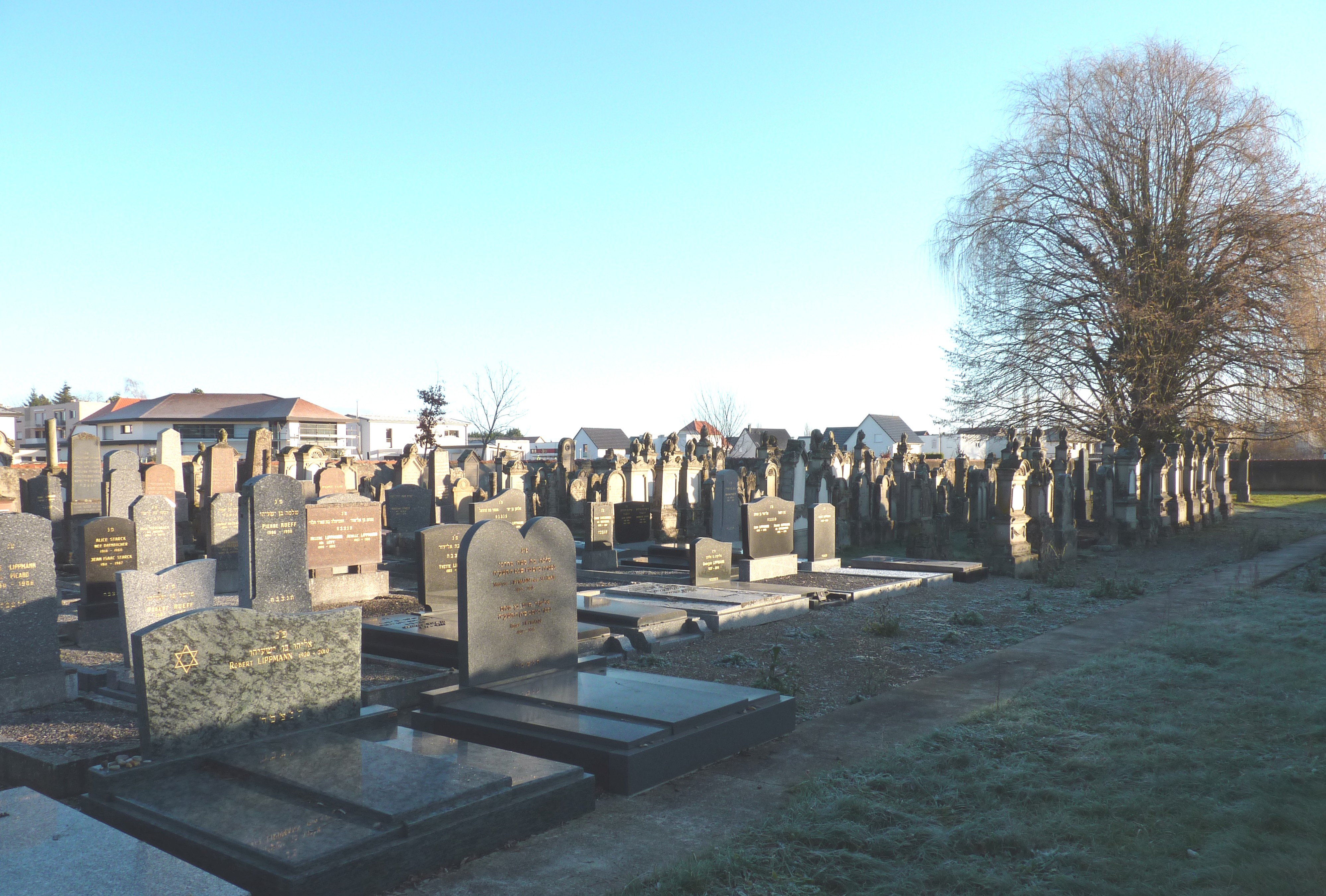
Cimetière juif de Horbourg-Wihr

### Pont d'Arromanches
- Horbourg-Wihr est l'une des quinze étapes de la Route verte.
- Horbourg-Wihr possède un élément des voies flottantes (ponton Whale) du port d’Arromanches, port artificiel construit en 1944 immédiatement après le débarquement des troupes alliées sur les plages de Normandie, dont les éléments ont été réemployés après-guerre pour réparer des ponts détruits à l'intérieur des terres. Depuis le 12 août 2014, ce pont n'est plus autorisé à la circulation automobile.

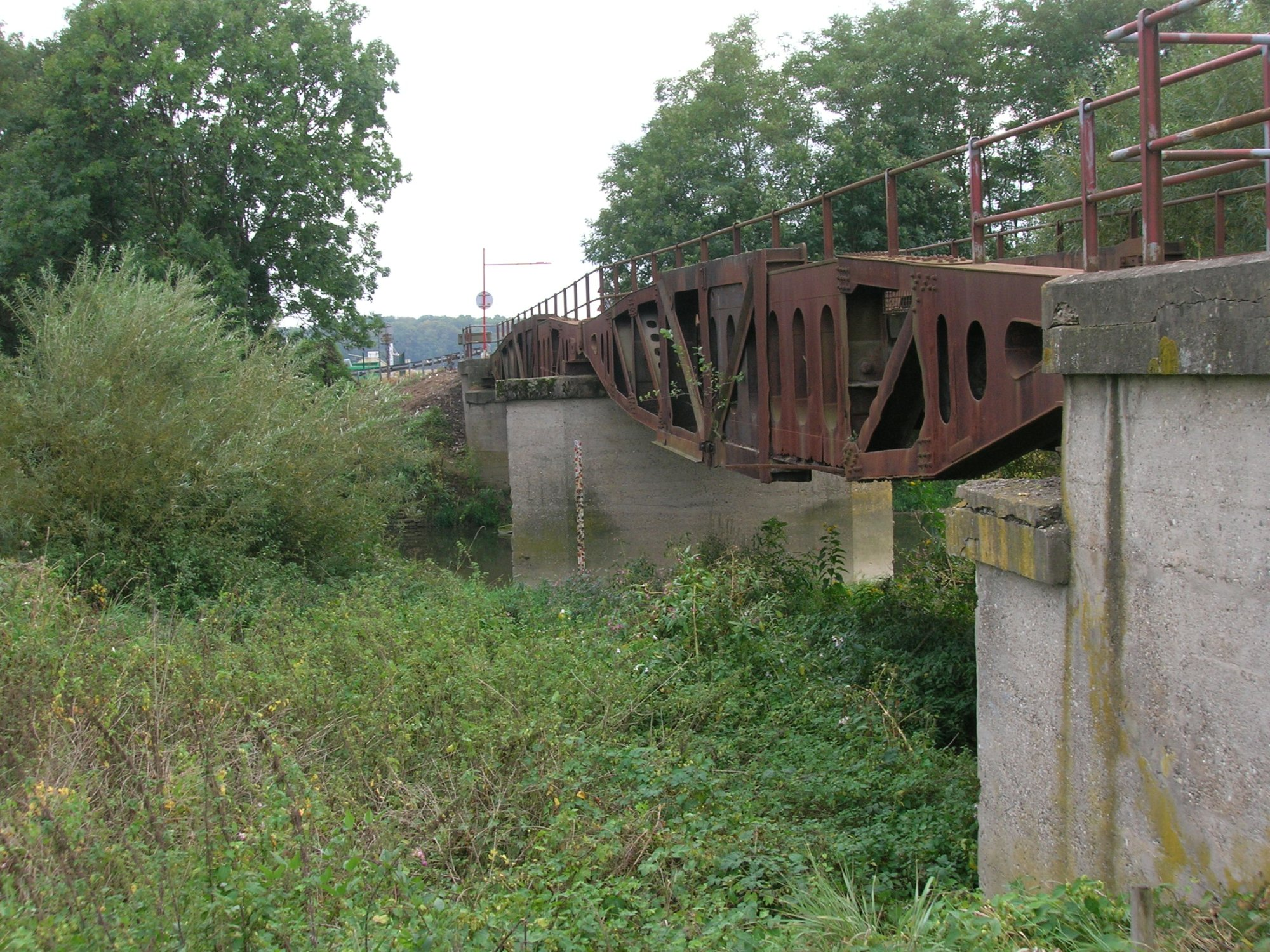
Réemploi d'éléments du port artificiel d'Arromanches.
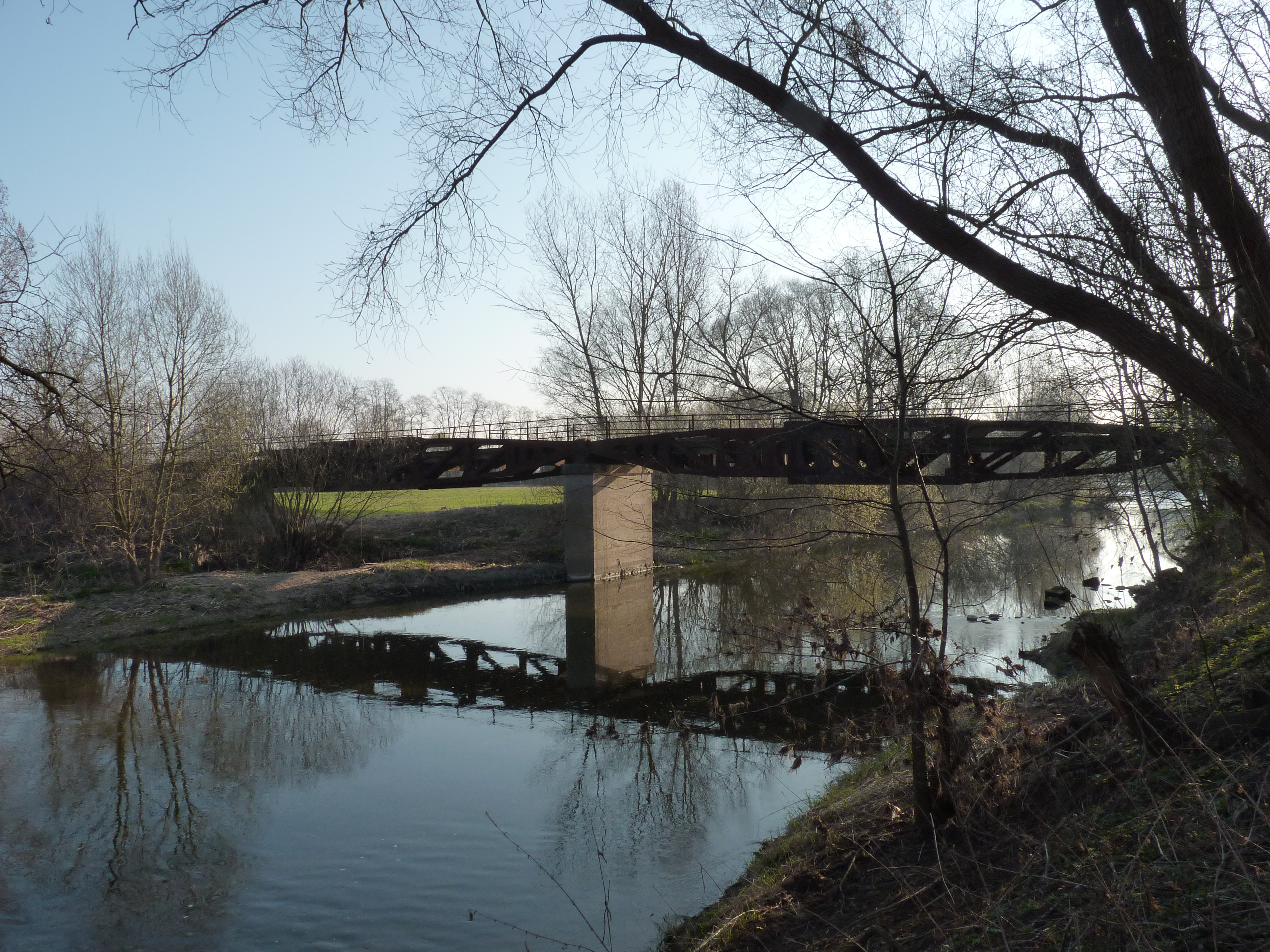
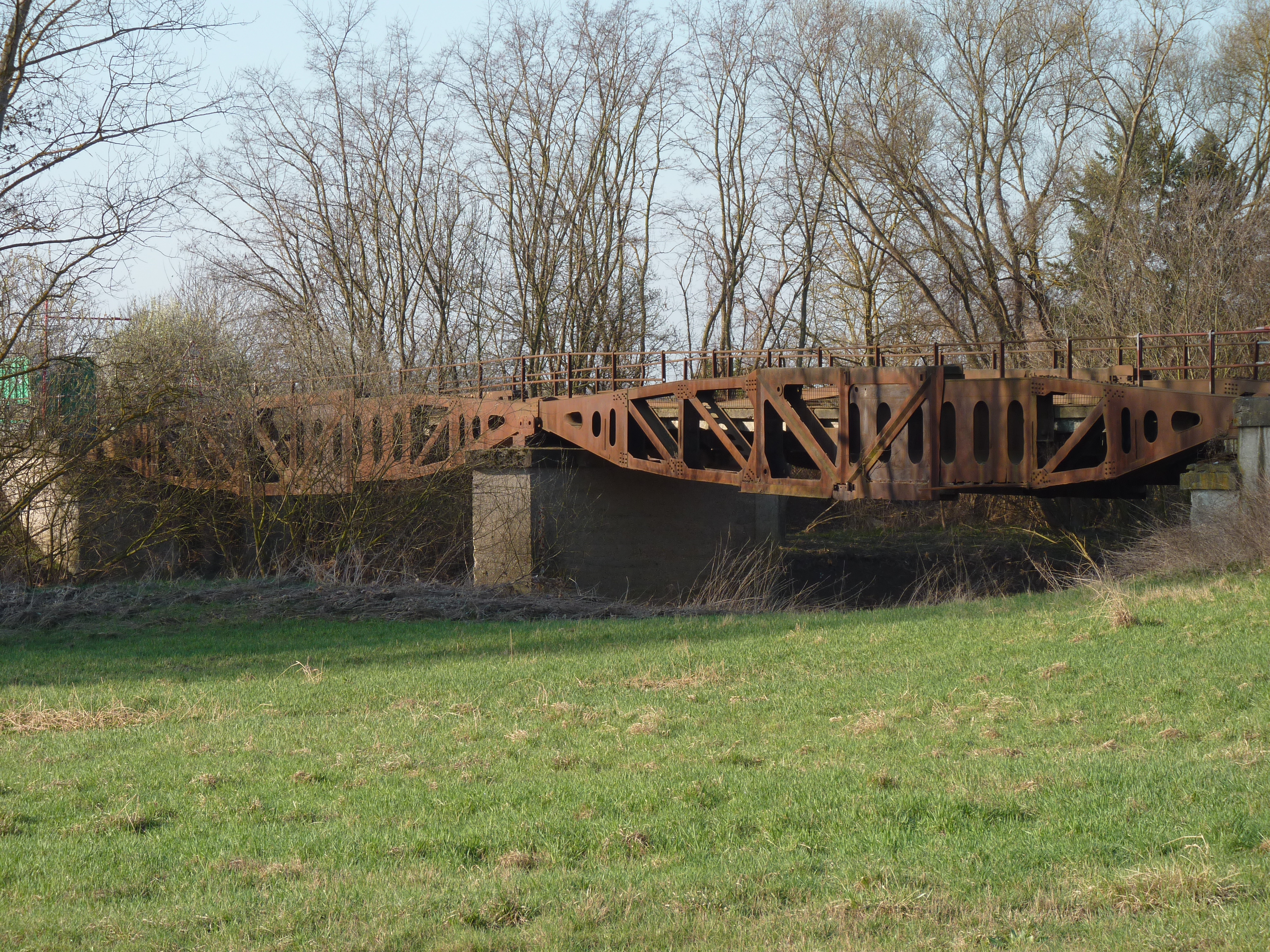

## Personnalités liées à la commune
- Jean-Baptiste Prudhomme, homme politique né le 20 avril 1802 à Horbourg (Haut-Rhin) et décédé le 15 octobre 1865 à Colmar (Haut-Rhin).
- Émile Issler, botaniste
- Alfred Kastler, prix Nobel de physique.

## Les bus Trace
Cette commune est desservie par les lignes et arrêts suivants :

### Du lundi au samedi
|    | Parcours                                                     | Arrêts dans la commune                                                                                                  |
| -- | ------------------------------------------------------------ | --- |
| 1  | Pommiers - Place du 1er février - Théâtre - Gare - Europe    | Camping de l’Ill, Horbourg-Wihr Mairie, Pl. 1er février, Romains, Vignoble, Wihr Mairie, Pommiers Lotissement, Pommiers |
| 9  | Sundhoffen Centre – Place du 1er février - Fortschwihr Étang | Pl. 1er février, Romains - Vignoble, Wihr Mairie, Pommiers – Mulhouse, Essor de l’Ill                                   |
| 20 | Fortschwihr Etang – Vauban - Théâtre - Gare                  | Camping de l’Ill, Horbourg-Wihr Mairie, Pl. 1er février, Romains, Vignoble, Wihr Mairie, Pommiers                       |
| 21 | Andolsheim Centre – Vauban - Théâtre - Gare                  | Camping de l’Ill, Horbourg-Wihr Mairie, Pl. 1er février, Romains - Vignoble, Wihr Mairie, Pommiers – Essor de l’Ill     |

### Le dimanche et jours fériés
|   |                  | Parcours                                                           | Arrêts dans la commune                                                                            |
| - | ---------------- | ------------------------------------------------------------------ | ------------------------------------------------------------------------------------------------- |
| A | Ligne accessible | Europe - Gare - Théâtre - Vauban - Place du 1er février - Pommiers | Camping de l’Ill, Horbourg-Wihr Mairie, Pl. 1er février, Romains, Vignoble, Wihr Mairie, Pommiers |